# سودان (المحويت)

تعديل مصدري - تعديل

سـودان هي إحدى قرى عزلة المجاديل بمديرية المحويت التابعة لمحافظة المحويت، بلغ تعداد سكانها 46 نسمة حسب تعداد اليمن لعام 2004.